# The Mole People
The Mole People är en amerikansk långfilm från 1956 i regi av Virgil W. Vogel, med John Agar, Cynthia Patrick, Hugh Beaumont och Alan Napier i rollerna. Filmen var med i ett avsnitt av TV-serien Mystery Science Theater 3000 som driver med dåliga filmer.

## Rollista
| John Agar       | – Dr. Roger Bentley      |
| Cynthia Patrick | – Adad                   |
| Hugh Beaumont   | – Dr. Jud Bellamin       |
| Alan Napier     | – Elinu, the High Priest |
| Nestor Paiva    | – Prof. Etienne Lafarge  |
| Phil Chambers   | – Dr. Paul Stuart        |
| Rodd Redwing    | – Nazar                  |
| Robin Hughes    | – First Officer          |
| Frank Baxter    | – Sig själv              |